# Lliga Comunitat
La Lliga Comunitat FFCV es el sexto nivel de competición de la liga española de fútbol en la Comunidad Valenciana desde la temporada 2023-24 que sustituyó a la Regional Preferente, ahora renombrada como Primera FFCV, como máxima categoría regional por debajo de la Tercera Federación. Su organización corre a cargo de la Federación de Fútbol de la Comunidad Valenciana (FFCV), fundada en 1909.

## Sistema de competición
La liga consta de 32 clubes distribuidos por proximidad geográfica en dos grupos de 16 equipos, el campeón de cada grupo subirá directamente de categoría mientras que el segundo y tercer clasificado de cada grupo jugará la fase de ascenso a la Tercera Federación y el ganador de esta fase de ascenso subirá de categoría.
Descienden a la Lliga Primera FFCV los tres últimos clasificados de cada grupo
.

## Clubes participantes 2025-26
La categoría consta de dos grupos, en el grupo norte se incluyen los equipos de la provincia de Castellón y los de la mitad norte de la provincia de Valencia, mientras que en el grupo sur se incluyen los equipos del sur de la provincia de Valencia y los de la provincia de Alicante.

### Grupo Norte
- C. D. Acero (Puerto de Sagunto)
- C. D. Almazora (Almazora)
- Alqueries C. F. (Alquerias del Niño Perdido)
- C. F. Atlètic Quart de les Valls (Cuart de les Valls)
- C. D. Burriana (Burriana)
- C. D. L' Alcora (Alcora)
- Manises C. F. (Manises)
- C. F. Nou Jove Castelló (Castellón de la Plana)
- C. D. Onda (Onda)
- Paiporta C. F. (Paiporta)
- Patacona C. F. (La Patacona - Alboraya)
- E. F. C. F. Promeses Sueca (Sueca)
- Ribarroja C. F. (Ribarroja del Turia)
- S. C. Requena (Requena)
- Silla C. F. (Silla)
- C. F. U. E. Tavernes de la Valldigna (Tabernes de Valldigna)

### Grupo Sur
- C. E. Alberic (Alberique)
- C. F. I. Alicante (Alicante)
- C. F. Benidorm (Benidorm)
- Benigànim C. F. (Benigánim)
- C. F. U. D. Calpe (Calpe)
- U. D. Carcaixent (Carcagente)
- C. D. Eldense "B" (Elda)
- C. D. Jávea (Jávea)
- L'Olleria C. F. (Olleria)
- Mutxamel C. F. (Muchamiel)
- Novelda U. D. C. F. (Novelda)
- C. D. Olímpic (Játiva)
- U. D. Rayo Ibense (Ibi)
- F. B. Redován C. F. (Redován)
- C. D. Tháder (Rojales)
- S. C. Torrevieja C. F. (Torrevieja)

## Palmarés
| Temporada | Campeones                          | Ascenso                                                   |
| --------- | ---------------------------------- | --------------------------------------------------------- |
| 2023-24   | U. D. Vall de Uxó y C. F. Benidorm | U. D. Vall de Uxó, C. F. Benidorm y Crevillente Deportivo |
| 2024-25   | C. D. Buñol y Hércules C. F. "B"   | C. D. Buñol, Hércules C. F. "B" y Recambios Colón C. D.   |